# Brontosaurus
A Brontosaurus a hüllők (Reptilia) osztályának dinoszauruszok csoportjába, ezen belül a hüllőmedencéjűek (Saurischia) rendjébe, a Sauropodomorpha alrendjébe, a Sauropoda alrendágába és a Diplodocidae családjába tartozó nem.
A dinoszauruszok közül a Brontosaurus (jelentése: mennydörgő gyík) az egyik legismertebb, számos film, reklám, postabélyeg és egyéb árucikk szereplője.

## Rendszertani besorolása
Habár 1879-ben, felfedezésekor Othniel Charles Marsh a gyíkot Brontosaurusnak nevezte el, később az elnevezést az Apatosaurus szinonimájának tekintették és a fajt az Apatosaurusszal azonos nembe tartozónak tekintették. 1903-ban a B. excelsust át is nevezték A. excelsusszá. Egy 2015-ben publikált brit-portugál kutatás alapján azonban a Brontosaurus nemet mégis lehet önállónak tekinteni, bár nem minden paleontológus ért ezzel egyet.Jelenleg egyedül a B. excelsust tekintik a B. nem egyetlen fajának, míg a B. parvus és a B. yahnahpin egy további "alnem" két faja.

## Rendszerezés
A nembe az alábbi 3 faj tartozik:
- Brontosaurus excelsus Marsh, 1879 - típusfaj
- Brontosaurus parvus (Peterson & Gilmore, 1902)
- Brontosaurus yahnahpin (Filla & Redman, 1994)

## Előfordulásuk
Ezek a dinoszauruszok a késő jura korhoz tartozó tithon korszak idején éltek, mintegy 156,3-146,8 millió évvel ezelőtt. Maradványaikat Észak-Amerikában a Morrison-formációban találták meg. Eddig Wyomingban, Coloradóban, Oklahomában és Utahban találták meg kövületeiket.

## Megjelenésük
A Brontosaurus-fajok hosszú és vékony nyakkal, kis fejjel, növényevésre alkalmazkodott fogazattal, erőteljes felépítésű tömzsi testtel, és hosszú, ostorszerű farokkal rendelkeztek. A kövületeikből ítélve ezek az állatok az orrtól a farokvégéig 22 méter hosszúak és 15 tonnásak lehettek. Az egyik példány 112 csigolyájából 15 nyaki, 10 hátgerinci, 5 keresztcsonti (os sacrum) és 82 farokcsonti volt; a farokcsigolyák száma még ugyanazon fajon belül is változó. A mellső lábaikon egy-egy karom ült; e karmok haszna még nem ismert, a feltételezések között fegyverként való használata vagy táplálék és egyéb tárgy megragadása is szerepelt. Más, hasonló méretű Sauropoda nyomokból ítélve, ezek a hosszú nyakú dinoszauruszok naponta körülbelül 20-40 kilométeres távot tehettek meg, csúcssebességük legfeljebb 23–30 km/h lehetett.

## Képek

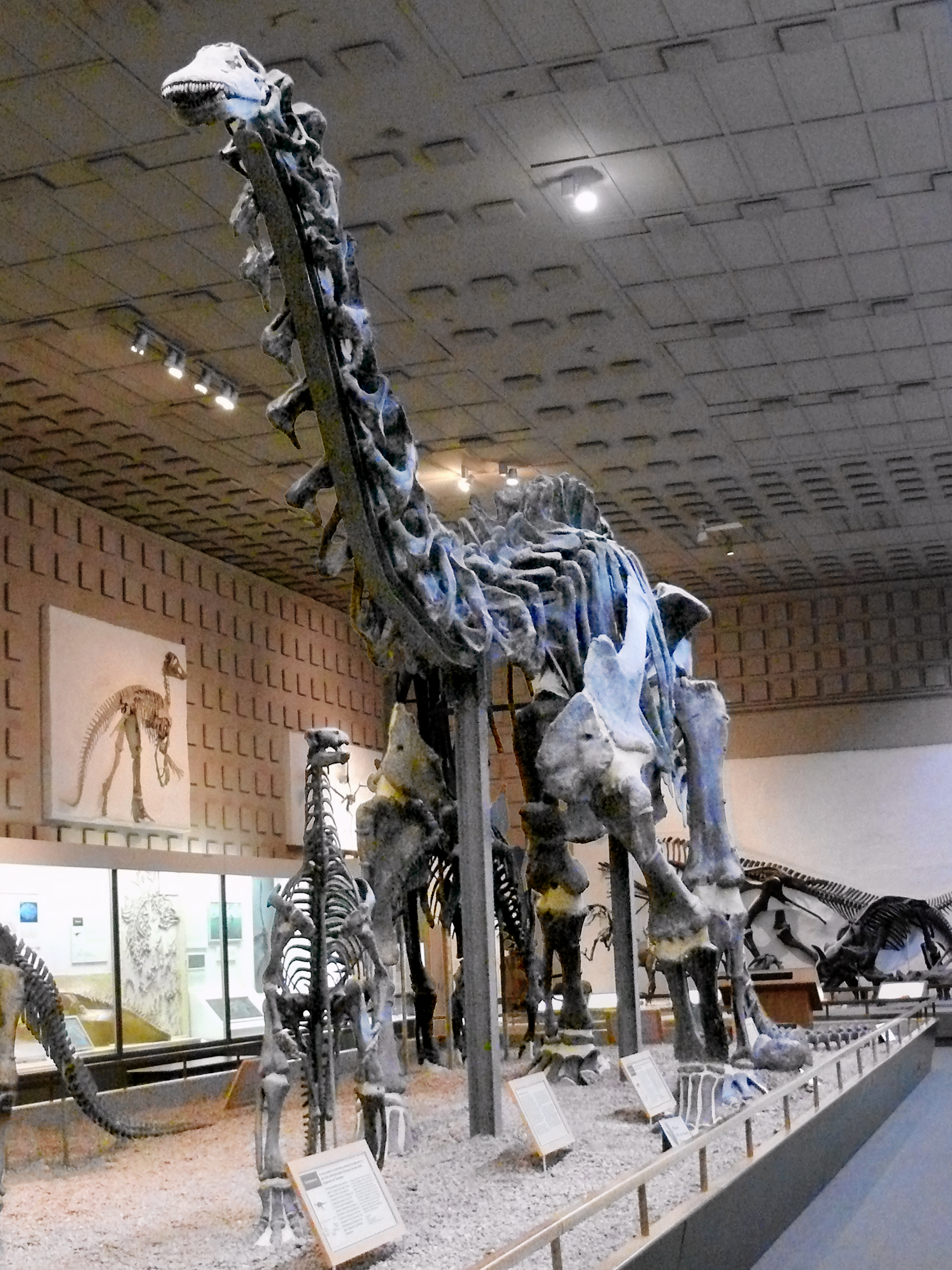
B. excelsus
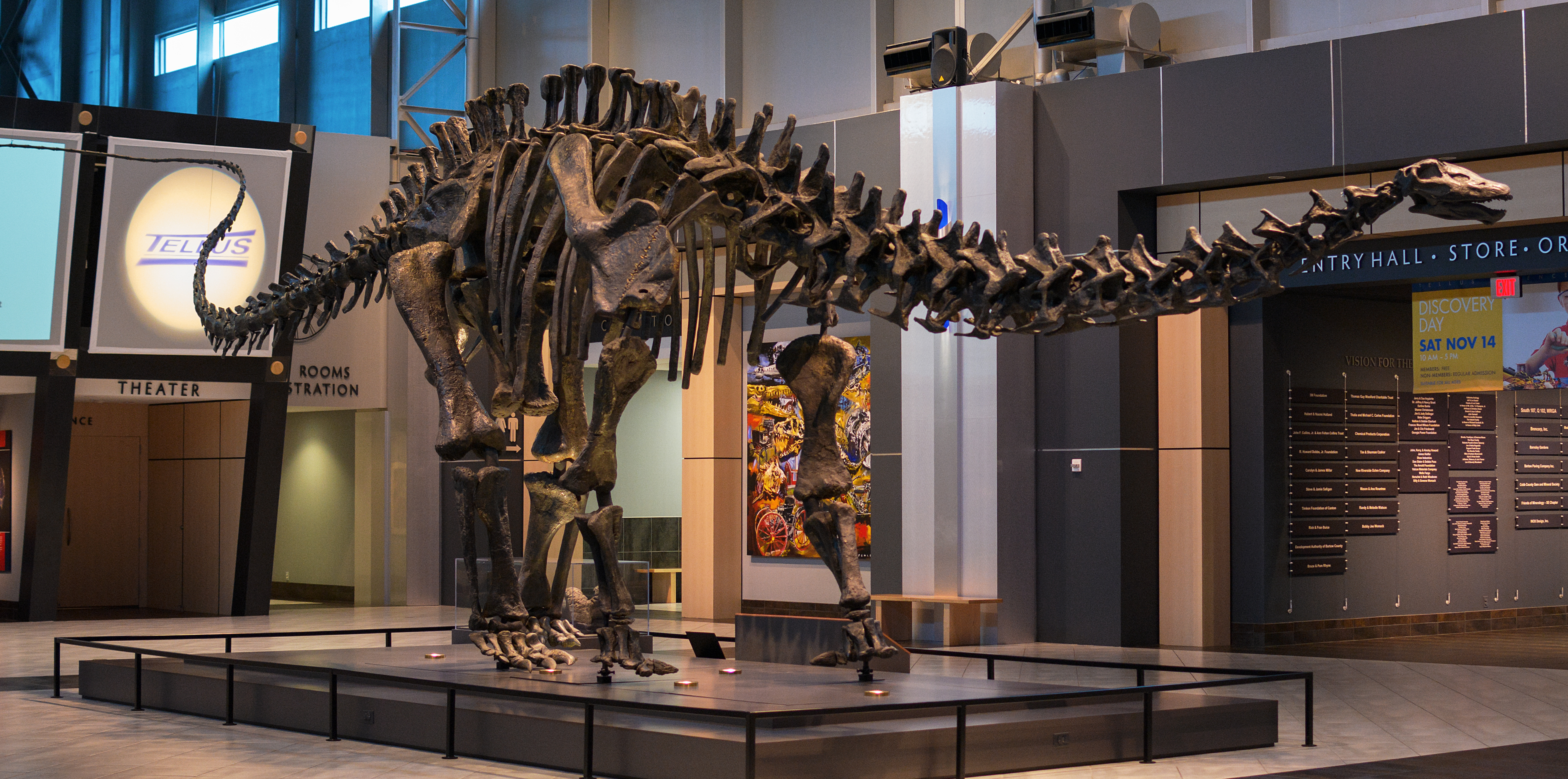
B. parvus
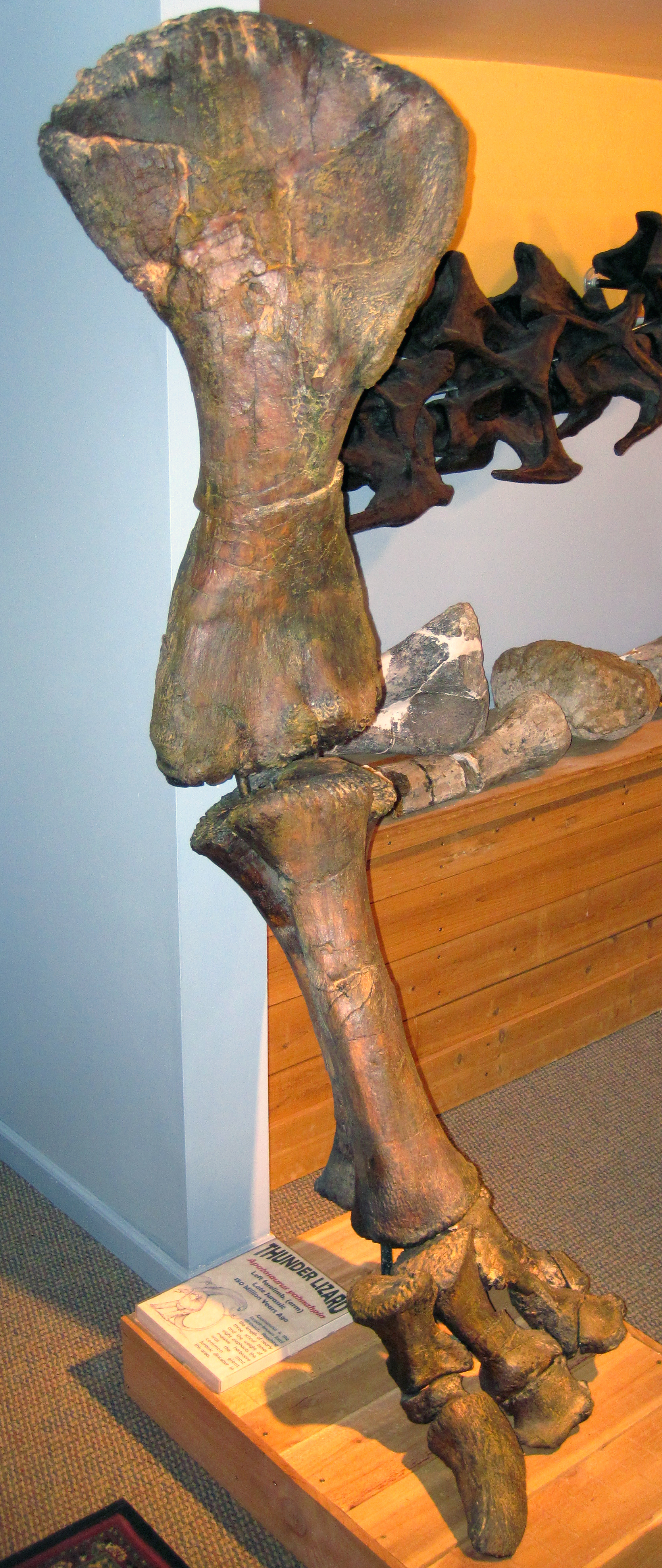
B. yahnahpin

## Fordítás
- Ez a szócikk részben vagy egészben  a   Brontosaurus című angol Wikipédia-szócikk ezen változatának fordításán alapul.  Az eredeti cikk szerkesztőit annak laptörténete sorolja fel. Ez a jelzés csupán a megfogalmazás eredetét és a szerzői jogokat jelzi, nem szolgál a cikkben szereplő információk forrásmegjelöléseként.